# Daniel Feuerriegel
Daniel Gregory Feuerriegel (Sydney, 29 ottobre 1981) è un attore australiano.
Ha recitato in alcune famose serie televisive australiane ed ha fatto il suo ingresso nella scena internazionale interpretando il ruolo di Agron in Spartacus - Sangue e sabbia e Spartacus - La vendetta, Spartacus - La guerra dei dannati. È famoso per essere EJ DiMera nella soap opera statunitense Il tempo della nostra vita.

## Biografia
Nel 1998, Feuerriegel si è diplomato al Villanova College, una scuola cattolica di Brisbane, nel Queensland. Ha poi studiato recitazione al Queensland University of Technology di Brisbane, laureandosi nel 2002.

### Carriera
Nel 2005 si è unito al cast di Small Claims: White Wedding e al corto Boys Grammar. Nel 2006 è apparso in Burke & Wills un corto intitolato True, nello stesso anno è apparso come personaggio ricorrente nella serie McLeod's Daughters (trasmesso in Italia con il titolo Le sorelle McLeod) in cui ha interpretato Leo Coombes per cinque episodi. È anche apparso, per un episodio, nella serie Stupid Stupid Man interpretando Kim nell'episodio The Reunion.
Nel 2007 è stato uno dei due protagonisti del corto Between the Flags. Nel 2008 è apparso nella serie Home and Away nel ruolo del giornalista Gavin Johnson, lo stesso anno è stato protagonista in un episodio di The Strip, una serie TV australiana, insieme a Andy Whitfield. Nel 2009 ha interpretato Brendan nella serie TV australiana All Saints, nel 2006 era già apparso interpretando Cameron "Indy" Jones nella stessa serie.
Nel 2010 è entrato nel cast della nota serie TV, marchiata Starz, Spartacus - Sangue e sabbia nella quale interpreta Agron, un gladiatore di origini germaniche.
Nel 2012 continua ad interpretare Agron, nel sequel intitolato Spartacus - La vendetta. Inoltre è entrato nel cast del corto Ruin prodotto da Clementine Heath. Nel 2013 conclude con la terza stagione la serie televisiva Spartacus - La guerra dei dannati.
Ne 2017 fa parte del cast di film Pacific Rim - La rivolta, in uscita nel 2018.
Nel 2021 entra nel cast principale de Il tempo della nostra vita nel ruolo di EJ DiMera.

## Filmografia

### Cinema
- Boys Grammar, regia di Dean Francis - cortometraggio (2005)
- Burke & Wills, regia di Oliver Torr e Matthew Zeremes (2006)
- True, regia di Dean Friske - cortometraggio (2006)
- Between the Flags, regia di Jayce White - cortometraggio (2007)
- Ruin, regia di Clementine Heath - cortometraggio (2012)
- Cryptic, regia di Freddie Hutton-Mills e Bart Ruspoli (2014)
- December, regia di Luciana Faulhaber - cortometraggio (2017)
- Pacific Rim - La rivolta (Pacific Rim: Uprising), regia di Steven S. DeKnight (2018)
- Days of Our Lives: A Very Salem Christmas, regia di Noel Maxam (2021)

### Televisione
- Small Claims: White Wedding, regia di Cherie Nowlan - film TV (2005)
- RAN: Remote Area Nurse - serie TV, 4 episodio (2006)
- Le sorelle McLeod - serie TV, 5 episodi (2006)
- Stupid Stupid Man - serie TV, episodio 1x03 (2006)
- Home and Away - serie TV, 9 episodi (2008)
- The Strip - serie TV, episodio 1x05 (2008)
- All Saints - serie TV, episodi 9x36-12x01 (2006-2009)
- Spartacus – serie TV, 26 episodi (2010-2013)
- Winners & Losers – serie TV, 6 episodi (2011)
- Agents of S.H.I.E.L.D. – serie TV, episodio 3x03 (2015)
- Chicago Fire - serie TV, episodio 6x04 (2017)
- NCIS: Los Angeles - serie TV, episodio 9x19 (2018)
- Il tempo della nostra vita - soap opera (2021-in corso)

### Webserie
- Travel Boobs – webserie, 1x02[7]-1x06[8] (2016)

## Doppiatori italiani
Nelle versioni in italiano delle opere in cui ha recitato, Daniel Feuerriegel è stato doppiato da:
- Guido Di Naccio in Spartacus - sangue e sabbia, Spartacus - La vendetta e Spartacus - La guerra dei dannati[9]